# Hebrew National

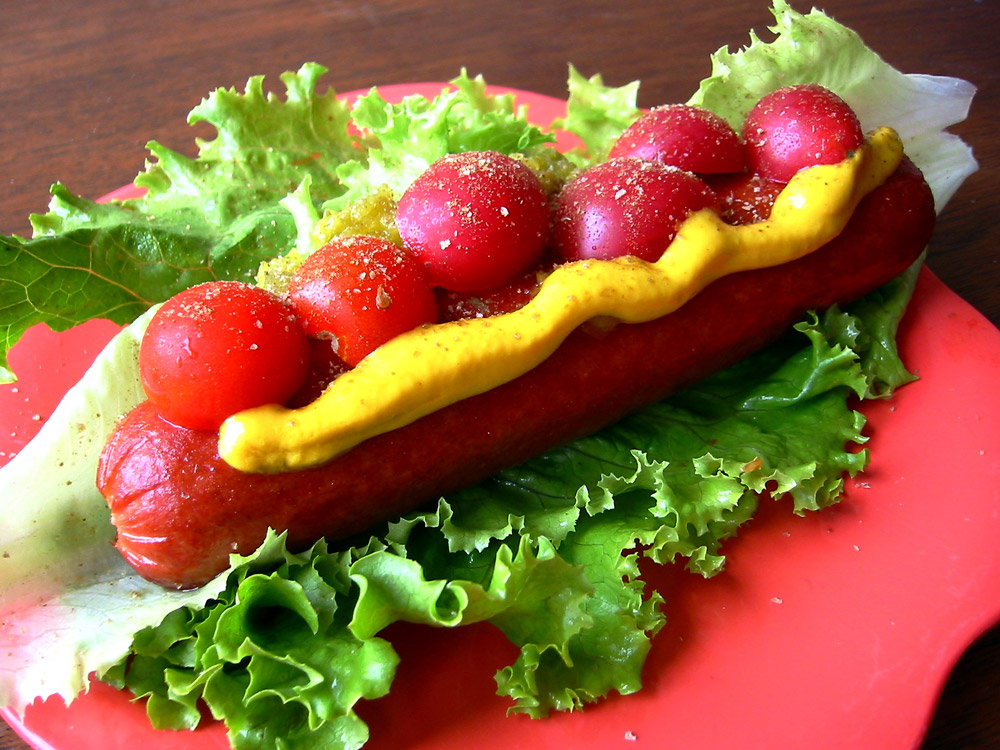
Saucisse de la marque.

Hebrew National est une marque américaine de hot-dog et saucisse cacherout.

## Histoire
La société est fondée en 1905 dans le Lower East Side de New York par Theodore Krainin, un immigrant juif de Russie. La société appartient depuis 1993 au groupe agroalimentaire Conagra.
Elle est un partenaire officiel des Ligues majeures de baseball et fournit ainsi de nombreux stades.